# Хамгён-Пукто
Хамгён-Пукто́ (кор. 함경북도?, 咸鏡北道?) — провинция в КНДР с административным центром в городе Чхонджин. На севере провинции выделяется особый историко-культурный регион Юкчин («шестиградье»), игравший некогда важную оборонительную роль. Практически всё население — этнические корейцы. Преобладает хамгёнский диалект, также выделяется особый юкчинский диалект, более близкий к пхеньянскому. Данная провинция является исторической родиной большинства корейцев СНГ (корё-сарам). Наибольшее количество переселенцев до 1895 года прибыло из региона Юкчин, затем из уездов Кильджу и Мёнчхон.

## География
Провинция граничит с Китаем, провинциями Хамгён-Намдо на юго-западе и Янгандо на западе. С востока омывается Японским морем. Вдоль берега моря движется холодное Северо-Корейское течение, поэтому климат Хамгёна довольно суров для такой южной широты. Важнейшее влияние на него оказывают муссоны.
Суровый климат и гористый, ругозный рельеф делают рисосеяние практически невозможным. На севере естественной границей с КНР и РФ служит река Туманная. В 1993 году от провинции отделился город Расон, ставший городом прямого подчинения. На территории провинции, всего в 189 километрах от границы с Россией, находится северокорейский ядерный полигон Пунгери.

## Административное деление
Хамгён-Пукто поделена на 3 города (си) и 12 уездов (кун).

### Города
- Чхонджин (청진시, 淸津市)
- Хверён (회령시, 會寧市)
- Кимчхэк (김책시, 金策市)

### Уезды

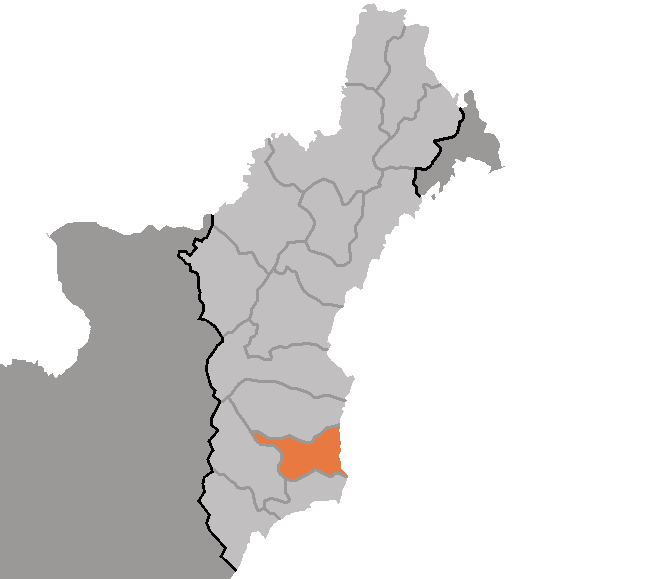
Административное деление на уезды (после 1993 года)

- Хвасон[кор.] (화성군, 化成郡)
- Хвадэ[англ.] (화대군, 花坮郡)
- Кильджу[англ.] (길주군, 吉州郡)
- Кёнсон[англ.] (경성군, 鏡城郡)
- Мусан (무산군, 茂山郡)
- Мёнчхон[яп.] (명천군, 明川郡)
- Онсон[англ.] (온성군, 穩城郡)
- Оран[англ.] (어랑군, 漁郞郡)
- Пурён[англ.] (부령군, 富寧郡)
- Сэбёль[англ.] (새별군, 賽別郡)
- Ындок[англ.] (은덕군, 恩德郡)
- Ёнса[англ.] (연사군, 延社郡)